# 50Hertz Offshore
Die 50Hertz Offshore GmbH ist ein deutsches Unternehmen mit Sitz in Berlin, das Offshore-Windparks in der Ostsee an das Übertragungsnetz anschließt. Das Unternehmen ist ein 100-prozentiges Tochterunternehmen des Übertragungsnetzbetreibers 50Hertz Transmission. Die Gesellschaft wurde 2007 als Vattenfall Europe Baltic Offshore Grid GmbH gegründet und 2010 umfirmiert. Im Ostseeraum ist die 50Hertz Offshore GmbH für die Netzanbindung der deutschen Offshore-Windparks zuständig.

## Unternehmensgeschichte
Das Energiewirtschaftsgesetz legt fest, dass Übertragungsnetzbetreiber, in deren Regelzone die Netzanbindung von Windenergieanlagen auf See erfolgen soll, die Offshore-Anbindungsleitungen zu errichten und zu betreiben haben (§ 17d Absatz 1 Satz 1 EnWG) (§ 17 Absatz 2a alte Fassung). Da die Netzanbindung für Offshore-Windparks in der deutschen Ostsee in Mecklenburg-Vorpommern erfolgt, ist 50Hertz Transmission gesetzlich zuständig. Um mehr Transparenz bei der Umwälzung der Kosten zu schaffen, die im Offshore-Bereich entstehen, wurde die 50Hertz Offshore GmbH als Zweckgesellschaft gegründet.
Rechtsvorgänger war die Vattenfall Europe Baltic Offshore Grid GmbH, die am 6. August 2007 ins Handelsregister beim Amtsgericht Berlin-Charlottenburg eingetragen wurde. Infolge des Verkaufs des Übertragungsnetzes der Vattenfall AG an den belgischen Netzbetreiber Elia System Operator wurde auch die Vattenfall-Offshore-Gesellschaft in 50Hertz Offshore GmbH umfirmiert.
Für ein neues Verwaltungsgebäude sowie ein Lager mit Kainanschluss und Liegeplätzen für Schiffe hat 50Hertz einen Erbbaurechtsvertrag mit einer Laufzeit von mindestens 60 Jahren abgeschlossen. Das Gelände mit einer Fläche von 23.000 m² gehört der Stadt Rostock und befindet sich am Hafen in Warnemünde. Der Netzbetreiber wird 80 Millionen Euro investieren und 180 Arbeitsplätze schaffen.

## Offshore-Anbindungssysteme in der Ostsee
Die Netzanbindung der Offshore-Windparks in der Ostsee durch 50Hertz erfolgt in Dreiphasenwechselstrom-Technologie. Eine Ausnahme stellt das Offshore-HGÜ-System Ostwind 4 dar.
| System  | Name      | Netzverknüpfungspunkt     | Übertragungskapazität | Offshore-Windpark(s)           | Spannung  | Status     | Fertigstellung |
| ------- | --------- | ------------------------- | --------------------- | ------------------------------ | --------- | ---------- | -------------- |
| OST-1-1 | Ostwind 1 | bei Lubmin                | 250 MW                | Wikinger                       | AC 220 kV | in Betrieb | 2018           |
| OST-1-2 | Ostwind 1 | bei Lubmin                | 250 MW                | Arkona-Becken Südost           | AC 220 kV | in Betrieb | 2019           |
| OST-1-3 | Ostwind 1 | bei Lubmin                | 250 MW                | Wikinger, Arkona-Becken Südost | AC 220 kV | in Betrieb | 2019           |
| OST-1-4 | Ostwind 3 | bei Lubmin                | 300 MW                | Windanker (geplant)            | AC 220 kV | in Bau     | (2026)         |
| OST-2-1 | Ostwind 2 | bei Lubmin                | 250 MW                | Arcadis Ost 1                  | AC 220 kV | in Betrieb | 2023           |
| OST-2-2 | Ostwind 2 | bei Lubmin                | 250 MW                | Baltic Eagle                   | AC 220 kV | in Betrieb | 2024           |
| OST-2-3 | Ostwind 2 | bei Lubmin                | 250 MW                | Baltic Eagle                   | AC 220 kV | in Betrieb | 2024           |
| OST-2-4 | Ostwind 4 | bei Brünzow               | 2000 MW               | Fläche O-2.2                   | DC 525 kV | in Planung | (2031)         |
| OST-3-1 |           | Bentwisch (bei Bentwisch) | 338,6 MW              | Baltic 1                       | AC 150 kV | in Betrieb | 2011           |
| OST-3-2 | Baltic 2  | Bentwisch (bei Bentwisch) | 338,6 MW              | in Betrieb                     | AC 150 kV | 2014       |                |
| OST-6-1 | [ 7 ]     | bei Gnewitz               | 900 MW                | Gennaker                       | AC 220 kV | in Planung | (2028)         |

Die Kosten für Ostwind 1 und Ostwind 2 haben sich jeweils auf etwa 1,5 Milliarden Euro belaufen. Vor der Verlegung mussten Altlasten und Kampfmittel beseitigt werden, die noch aus dem Ersten und Zweiten Weltkrieg am Meeresboden der Ostsee liegen.

## Offshore-Anbindungssysteme in der Nordsee
Bis 2032 wird 50Hertz auch eine Offshore-Netzanbindung in der Nordsee mittels Hochspannungs-Gleichstrom-Übertragung realisieren.
| System   | Name    | Netzverknüpfungspunkt  | Übertragungskapazität | Offshore-Windpark(s)        | Spannung  | Status     | Fertigstellung |
| -------- | ------- | ---------------------- | --------------------- | --------------------------- | --------- | ---------- | -------------- |
| NOR-11-1 | LanWin3 | Heide/West (bei Heide) | 2000 MW               | Fläche N-11.1               | DC 525 kV | in Planung | (2032)         |
| NOR-12-3 |         | bei Pöschendorf        | 2000 MW               | Fläche N-12.4 Fläche N-12.5 | DC 525 kV | in Planung | (2033)         |
| NOR-12-4 |         | bei Pöschendorf        | 2000 MW               | Fläche N-12.6               | DC 525 kV | in Planung | (2034)         |

Quelle: Flächenentwicklungsplan 2025, Netzentwicklungsplan Strom 2037/2045 (2023) 1. Entwurf